# 克玛乡
克玛乡（藏語：གད་དམར་），是中华人民共和国西藏自治区日喀则市定日县下辖的一个乡镇级行政单位。

## 行政区划
克玛乡下辖以下地区：
帕措村、林下村、克玛村、曲珠村、林努村、努龙村、云东村、次日村、南木加林村、欧木都村、奶古林村、西普村、新木德村、康萨村和帮布村。